# Jan Rossiter
Jan Rossiter (* 21. September 1987 in Cork) ist ein ehemaliger irischer Skilangläufer.

## Werdegang
Rossiter nahm von 2013 bis 2018 am Nor Am Cup teil. Bei den Olympischen Winterspielen 2014 in Sotschi belegte er den 82. Platz über 15 km klassisch. Im Februar 2015 errang er bei den nordischen Skiweltmeisterschaften 2015 in Falun den 101. Platz im Sprint. Bei den nordischen Skiweltmeisterschaften 2017 in Lahti kam er auf den 127. Platz im Sprint und bei den nordischen Skiweltmeisterschaften 2019 in Seefeld in Tirol auf den 115. Platz im Sprint und zusammen mit Thomas Maloney Westgård auf den 27. Rang im Teamsprint.